# Ортис, Луис
Луи́с О́ртис Аларкон (англ. Luis Ortiz; род. 29 марта 1979, Камагуэй, Куба) — кубинский боксёр-профессионал, выступающий в тяжёлой весовой категории. Чемпион отборочных панамериканских игр 2005 года и чемпион Кубы (2006) среди любителей. Среди профессионалов действующий обязательный претендент на титул чемпиона мира по версии IBF (2022—н.в.), бывший временный чемпион мира по версии WBA (2015—2016) и дважды претендент на титул чемпиона мира по версии WBC (2018, 2019) в тяжёлом весе.

## Любительская карьера
На любительском ринге Ортис провёл 362 поединка. 343 выиграл и в 19 потерпел поражение.
Ортис был давним членом Кубинской национальной команды, но не часто представлял Кубу на международной арене.
В 2006 году Ортис победил на кубинском национальном чемпионате «Плайя Хирон» (до 91 кг).

### Чемпионат Кубы
- 2002 — Серебряная медаль (до 95 кг)
- 2003 — Бронзовая медаль (91 + кг)
- 2005 — Серебряная медаль (до 91 кг)
- 2006 — Золотая медаль (до 91 кг)
- 2008 — Бронзовая медаль (91 + кг)

### Международные результаты
- 2005 — Чемпион отборочного турнира к Панамериканским играм (Бразилия, до 91 кг)
- 2005 — Кубок мира (командные соревнования), Россия — Серебряная медаль (до 91 кг)[1]
- 2005 — Чемпионат мира, Китай — четвертьфиналист

## Профессиональная карьера
На профессиональном ринге Ортис дебютировал в феврале 2010 года, в возрасте 30 лет, в тяжёлой весовой категории. С первых поединков начал выходить на ринг против опытных джорнименов. Нокаутировал американцев Чарльза Дэвиса, и победил по очкам Кендрика Релефорда.
19 ноября 2010 года сумел нокаутировать очень опытного джорнимена, Зака Пейджа. Пейдж до этого не проигрывал досрочно более четырёх лет (36 поединков).
В следующем поединке в декабре 2010 года Ортис нокаутировал более опытного пуэрториканца Франсиско Альвареса (12-1).
23 апреля 2011 года Луис нокаутировал во втором раунде опытного ветерана, Берта Купера.
В июне 2011 года Ортис нокаутировал в 6-м раунде панамца Луиса Андерса Пинеду (22-9-1), и завоевал свои первые титулы. Южноамериканские пояса чемпиона по версиям WBA Fedelatin и WBC FECARBOX.
30 июля Ортис нокаутировал боксёра из Никарагуа, Генри Саенса (22-8-1).
10 февраля 2012 года Ортис победил колумбийца Эпифанио Мандосу, и завоевал вакантные латиноамериканские пояса по версиям WBO Latino и WBC Latino. В 2012 году выиграл ещё четыре поединка с малоизвестными боксёрами.
20 июля 2013 года нокаутировал в третьем раунде американского джорнимена Хосер Рейботта, вследствие чего Рейботт выпал из ринга и не смог продолжить бой, позже было установлено что Рейботт выпал из-за потери равновесия, победа была аннулирована, и поединок признали несостоявшимся.
В ноябре 2013 года Ортис подписал промоутерский контракт с компанией Golden Boy Promotions и взял себе новое прозвище «Реальный Кинг Конг» и уже 26 ноября в вечере бокса новой промоутерской компании, нокаутировал в 1-м раунде пуэрториканца Алекса Гонсалеса (20-8).

#### Бой с Монте Барреттом
3 апреля 2014 года, Ортис нокаутировал в 4-м раунде 41-летнего ветерана, Монте Барретта.

#### Возможный бой с Александром Поветкиным
Несмотря на поражение в чемпионском бою с Владимиром Кличко, чемпионский комитет WBA постановил, что Александр Поветкин может сразиться за титул регулярного чемпиона в бою с Луисом Ортисом. Но Поветкин отказался от этой возможности, предпочтя двигаться по линии WBC.

#### Бой с Латифом Кайоде
11 сентября 2014 года в Лас-Вегасе состоялся поединок за временный титул чемпиона мира по версии WBA в супертяжелом весе между не имеющимb поражений 35-летним кубинцем Луисом Ортисом (21-0) и 31-летним нигерийцем Латифом Кайоде (20-0). Уже через полминуты после начала боя Ортис отправил своего соперника в нокдаун 2-ударной комбинацией, которая завершилась ударом справа. В конце первого раунда Кайоде оказался зажатым в углу и пропустил несколько тяжелых ударов упирался спиной об канаты, и в тот момент, когда Кайоде попытался ответить на атаку Ортиса, рефери принял решение остановить поединок, зафиксировав досрочную победу Ортиса. Луис Ортис нанёс первое поражение в карьере нигерийца, и завоевал титул временного чемпиона мира по версии WBA.

### Допинг-скандал 2014 года
13 января 2015 года стало известно что Ортис лишён пояса за использование запрещённого вещества (Нандролон), результат боя аннулирован.

### Возвращение
После девятимесячной дисквалификации Ортис нокаутировал в мае американца Байрона Полли.
Несмотря на прошлые проблемы с допингом, промоушен Ортиса снова сумел организовать своему подопечному поединок за вакантный титул временного чемпиона мира. 17 октября 2015 года в андеркарте боя Геннадия Головкина с Давидом Лемьё, Луис Ортис завоевал временный титул нокаутировав в третьем раунде малоизвестного аргентинского боксёра, Матиаса Ариэля Видондо.

#### Бой с Брайантом Дженнингсом
19 декабря 2015 года Луис Ортис провёл защиту титула временного чемпиона мира по версии WBA с американцем Брайантом Дженнингсом. Ортис несколько раз сильно потряс Дженнингса своими ударами, но американцу удавалось быстро восстановиться. В 7-м раунде Ортис сильнейшим апперкотом отправил Дженнингса в нокдаун. Американец встал, но пропустил ещё несколько сильных ударов и бой был остановлен.

#### Бой с Тони Томпсоном
5 марта 2016 года встретился с бывшим претендентом на титул чемпиона мира Тони Томпсоном. Ортис доминировал в ринге и во втором раунде отправил Томпсона на пол. В конце третьего раунда Тони вновь был потрясен, но опять поднялся. В третий раз Ортис отправил соперника на пол в шестом раунде, после чего бой был завершён.
1 ноября 2016 года Всемирная боксерская ассоциация лишила Луиса Ортиса титула временного чемпиона мира по версии WBA в тяжёлом весе за отказ выйти на ринг с обязательным претендентом россиянином Александром Устиновым (33-1, 24 КО).

#### Бой с Маликом Скоттом
12 ноября 2016 года победил по очкам американца Малика Скотта. Поединок проходил в медленном темпе и выдался очень скучным. Скотт в основном был сосредоточен на выживании, и часто шел в клинч. В 4 и 5 раундах Скотт побывал в нокдауне после не самых сильных ударов, и при этом настаивал на том, что это были удары по затылку. Свой самый лучший удар за весь бой Скотт нанес в 7 раунде, однако это был удар головой в лицо Ортиса. В 9 раунде после удара по туловищу Скотт снова оказался в нокдауне. В итоге поединок продлился все 12 раундов. Судьи единогласно присудили победу Ортису со счетом: 120—105, 120—106, 119—106. За весь бой Скотт выбросил 154 удара, то есть в среднем менее 13 ударов за раунд.

#### Бой с Дэвидом Алленом
10 декабря 2016 года в андеркарте боя Энтони Джошуа — Эрик Молина, Ортис встретился с Дэвидом Алленом (9-2-1, 6 KO). Кубинец лидировал в бою с первой же минуты. Аллен все свои силы бросил на защитные действия и работу вторым номером, что ему иногда неплохо удавалось. Во втором раунде Аллен пропустил мощный апперкот от Ортиса, за которым последовала серия ударов, но британец выдержал. До 7 раунда Ортис медленно, но верно окучивал ударами Аллена, который изредка пытался отвечать короткими сериями ударов. В седьмой трехминутке Ортис вновь донес до головы Аллена несколько тяжелых ударов и за 15 секунд до конца 7 раунда рефери остановил бой. Аллен остался недоволен остановкой встречи.

### Допинг-скандал 2017 года
22 сентября 2017 года в допинг-пробе Луиса Ортиса был обнаружен запрещённые препараты (диуретики), после чего был отменён бой Ортиса с чемпионом мира по версии WBC — Деонтеем Уайлдером (38-0, 37 КО), назначенный на 4 ноября 2017 года, и Ортис был лишён статуса обязательного претендента на титул чемпиона мира по версии WBA в супертяжёлом весе, а также ему было запрещено проводить бои по данной версии сроком на один год (до 22 сентября 2018 года). Но при этом организация WBC решила не отстранять Луиса Ортиса от боёв и оставила его на 3-й строчке рейтинга супертяжеловесов.

### Чемпионский бой с Деонтеем Уайлдером
3 марта 2018 года встретился с чемпионом мира в тяжёлом весе по версии WBC не имеющим поражений американцем Деонтеем Уайлдером. Большая часть боя проходила в конкурентной борьбе. В 7-м раунде Ортис нанёс много плотных ударов и был близок к досрочной победе, но Уайлдеру удалось выстоять. Постепенно кубинец стал уставать. В 10-м раунде американец отправил своего соперника в нокдаун. Ортис поднялся. Претендент пропустил ещё одну серию тяжёлых ударов и рефери остановил бой. Счёт судей на момент остановки боя: 84-85, 84-85, 84-85 — в пользу Уайлдера. Однако телеканалы Showtime и CBS Sports выставили счёт 86-83 — в пользу Ортиса.

### Бой с Разваном Кожану
28 июля 2018 года нокаутировал во 2-м раунде бывшего претендента на титул чемпиона мира в тяжёлом весе румына Развана Кожану.

### Бой-реванш с Деонтеем Уайлдером
23 ноября 2019 года встретился с Деонтеем Уайлдером. Первый раунд записал себе в актив претендент: дважды попадал левыми прямыми (Ортис — левша), но заработал неприятное рассечение возле глаза. Во 2-й трёхминутке кубинец вновь попал левым прямым. Бойцы не форсировали событий, выбрасывали мало. В 3-м раунде Ортис действовал слегка агрессивнее, работал по корпусу. Уайлдер безуспешно пытался поймать претендента левым чек-хуком. Американец не единожды рискованно задерживался возле канатов, но кубинец такие эпизоды использовать не сумел. Половина боя прошла, а в активе Уайлдера не было практически ни одного точного прицельного удара. В 7-м раунде Уайлдер поймал Ортиса встречным правым прямым. Ортис рухнул на канвас и продолжить бой не смог. На момент остановки боя Ортис вёл на картах всех судей: 58-56, 59-55, 59-55.

#### Бой с Александром Флоресом
Почти через год, 7-го ноября 2020 года, вышел на восстановительный поединок против 30-летнего американца Александра Флореса (18-2-1) который так же как и Ортиc отсутствовал год в ринге. Ортис провел удар справа в корпус, попав плечом в лицо оппонента, наклонявшегося вперед. Флорес упал и не смог продолжить бой  позже заявив, что получит травму глаза и онемение в ноге при падении.

### Бой с Чарльзом Мартином
1 января 2022 года Эл Хэймон и Premier Boxing Champions порадовали болельщиков занимательным вечером бокса на FOX PPV — шоу прошло на арене Seminole Hard Rock Hotel & Casino в Голливуде (штат Флорида, США), а в рамках платного карда состоялся бой за 2 строчку рейтинга IBF между Ортисом и экс-чемпионом Чарльзом Мартином (28-2-1, 25 КО). Взвешивание: Луис Ортис (32-2, 27 KO) — 110,3 кг. Чарльз Мартин (28-2-1, 25 KO) — 111,7 кг.
Бой начался в среднем темпе, где уже в первом раунде оба боксера успели побывать в нокдауне. И если Мартин упал из-за потери равновесия, после того как Ортис наступил ему на ногу, то кубинец упал от легального удара. Ситуация повторилась в четвертом раунде, где Ортис вновь выглядел лучше на протяжении раунда, но снова нарвался на встречный удар и оказался в нокдауне после точного джеба в исполнении Мартина. В шестом раунде уже Ортис ударом слева и уронил Чарльза, но не смотря на это он продолжил бой. Ортис бросился на добивание и Мартин вновь оказался в нокдауне, после чего бой был остановлен. Мартин выигрывал бой на момент остановки: 46-47 и 45-48 дважды. Разногласия у судей возникли лишь по 5 раунду — Тоби Тамаркин отдал эту трёхминутку кубинцу, хотя статистика ударов была не в его пользу.

#### Сорвавшийся элиминатор с Хрговичем
В бою Ортис - Мартин, по данным СМИ, на кону была только строка №2 в рейтинге этой организации. Статус обязательного претендента, как предполагается, должен будет разыгран в финальном элиминаторе между Луисом Ортисом и 29-летним хорватским проспектом Филипом Хрговичем, №3 в рейтинге. Федерация направила командам боксеров приглашение к участию в переговорах о финальном элиминаторе — всего через два дня после того, как Ортис победил Мартина. Кубинец отклонил это приглашение сославшись на травму и возможно, решил договариваться с Энди Руисом которого он вызвал на бой сразу после своей победы.

### Бой с Энди Руисом
После двух переносов даты боя с 16 июля на 13 августа бой между экс-объединённым чемпионом Энди Руиса и Луисом Ортисом состоялся 4 сентября 2022 года на Crypto.com Arena (экс-Staples Center) в Лос-Анджелесе (США) и транслировался в США на платной системе (FOX PPV). В главном событии шоу в полуфинальном элиминаторе WBC Ортис проиграл бывшему чемпиону мира Энди Руис-младший (35-2, 22 KO). Руису удалось дважды отправить Ортиса в нокдаун во втором раунде и еще раз в седьмом раунде, однако большая часть поединка проходила в тактической борьбе. Ортис пытался контролировать дистанцию джебом, а Руис искал возможности для быстрых атак с сокращением дистанции, и некоторые из них были успешными и опасными, но он был возможно слишком терпелив, поэтому темп боя был невысоким, и Ортис сохранил силы на всю дистанцию и хорошо провел заключительный раунд. После окончания поединка все судьи отдали победу Руису с минимальным преимуществом 113-112 и 114-111 дважды. Скорее всего Руис теперь встретится с Деонтеем Уайлдером, который во втором отборочном поединке по линии WBC одержал брутальную победу нокаутом над Робертом Хелениусом.

#### Бой с Франсиско Кордеро
13 января 2024 года вернулся на ринг в городе Картахена (Колумбия) в бою с местным джорнимэном Франсиско Кордеро (41-18, 32 КО) и победил нокаутом в 1 раунде. Соперник проиграл свои последние пять боёв нокаутами и не был тяжеловесом.

## Статистика профессиональных боёв
В таблице перечислены результаты всех поединков боксёров.
В каждой строке указан результат поединка. Дополнительно номер поединка обозначен цветом, который обозначает итог поединка. Расшифровка обозначений и цветов представлена в нижеследующей таблице.
| Пример | Расшифровка                     |
| ------ | ------------------------------- |
|        | Победа                          |
|        | Ничья                           |
|        | Поражение                       |
|        | Планируемый поединок            |
|        | Поединок признан несостоявшимся |
| КО     | Нокаут                          |
| ТКО    | Технический нокаут              |
| PTS    | Решение судей (по очкам)        |
| UD     | Единогласное решение судей      |
| MD     | Решение большинства судей       |
| SD     | Раздельное решение судей        |
| RTD    | Отказ от продолжения боя        |
| DQ     | Дисквалификация                 |
| NC     | Поединок признан несостоявшимся |

| 38 поединков, 34 победы (29 нокаутом), 3 поражения, 2 несостоявшихся. | 38 поединков, 34 победы (29 нокаутом), 3 поражения, 2 несостоявшихся. | 38 поединков, 34 победы (29 нокаутом), 3 поражения, 2 несостоявшихся. | 38 поединков, 34 победы (29 нокаутом), 3 поражения, 2 несостоявшихся. | 38 поединков, 34 победы (29 нокаутом), 3 поражения, 2 несостоявшихся. | 38 поединков, 34 победы (29 нокаутом), 3 поражения, 2 несостоявшихся. |
| Бой                                                                   | Дата боя                                                              | Соперник                                                              | Место проведения боя                                                  | Результат                                                             | Примечание |
| --------------------------------------------------------------------- | --------------------------------------------------------------------- | --------------------------------------------------------------------- | --------------------------------------------------------------------- | --------------------------------------------------------------------- | --- |
| 39                                                                    | 13 января 2024                                                        | Франсиско Кордера (41-18)                                             | Гимназио Андрес Гомес Ойос, Картахена, Колумбия                       | КО 1 (8)                                                              | Возвращение в бокс |
| 38                                                                    | 4 сентября 2022                                                       | Энди Руис (34-2)                                                      | Crypto.com-арена, Лос-Анджелес, Калифорния, США                       | UD (12)                                                               | Полуфинальный элиминатор на пояс WBC.Бой за звание официального претендента на чемпионский бой по линии WBC в тяжёлом весе. Ортис трижды в нокдауне по ходу всего боя. Счёт судей: 111-114, 112-113, 111-114. |
| 37                                                                    | 1 января 2022                                                         | Чарльз Мартин (28-2-1)                                                | Seminole Hard Rock Hotel & Casino, Холливуд, Флорида, США             | TKO 6 (12), 1:36                                                      | Завоевал статус официального претендента на титул чемпиона мира по версии IBF в тяжёлом весе. |
| 36                                                                    | 7 ноября 2020                                                         | Александр Флорес (18-2-1)                                             | Microsoft Theater, Лос-Анджелес, Калифорния, США                      | KO 1 (10), 0:45                                                       | |
| 35                                                                    | 23 ноября 2019                                                        | Деонтей Уайлдер (2) (41-0-1)                                          | MGM Grand Garden Arena, Лас-Вегас, Невада, США                        | KO 7 (12), 2:51                                                       | Бой за титул чемпиона мира по версии WBC (10-я защита Уайлдера) в тяжёлом весе. Счёт судей: 58-56, 59-55, 59-55 — все в пользу Ортиса.                                                                        |
| 34                                                                    | 2 марта 2019                                                          | Кристиан Хаммер (24-5)                                                | Барклайс-центр, Бруклин, Нью-Йорк, США                                | UD (10)                                                               | Счёт судей: 99-91, 100-90, 99-91. |
| 33                                                                    | 1 декабря 2018                                                        | Трэвис Кауффман (32-2)                                                | Стэйплс-центр, Лос-Анджелес, Калифорния, США                          | TKO 10 (10), 1:58                                                     | |
| 32                                                                    | 28 июля 2018                                                          | Разван Кожану (16-3)                                                  | Стэйплс-центр, Лос-Анджелес, Калифорния, США                          | KO 2 (10), 2:08                                                       | |
| 31                                                                    | 3 марта 2018                                                          | Деонтей Уайлдер (39-0)                                                | Барклайс-центр, Бруклин, Нью-Йорк, США                                | TKO 10 (12), 2:05                                                     | Бой за титул чемпиона мира по версии WBC (7-я защита Уайлдера) в тяжёлом весе. Ортис в нокдауне в 10-м раунде.                                                                                                |
| 30                                                                    | 8 декабря 2017                                                        | Дэниел Мартц (16-5-1)                                                 | Hialeah Park Racing & Casino, Хайалиа, Флорида, США                   | KO 2 (10), 0:43                                                       | Мартц в нокдауне в 1-м раунде. |
| 29                                                                    | 10 декабря 2016                                                       | Дэвид Аллен (9-1-1)                                                   | Манчестер Арена, Манчестер, Великобритания                            | TKO 7 (8), 2:59                                                       | |
| 28                                                                    | 12 ноября 2016                                                        | Малик Скотт (38-2-1)                                                  | Salle des Étoiles, Монте-Карло, Монако                                | UD (12)                                                               | Бой за вакантный титул чемпиона по версии WBA Inter-Continental в тяжёлом весе. Скотт трижды в нокдауне по ходу всего боя. Счёт судей: 120-105, 120-106, 119-106.                                             |
| 27                                                                    | 5 марта 2016                                                          | Тони Томпсон (40-6-0)                                                 | D.C. Armory, Вашингтон, США                                           | KO 6 (12), 2:29                                                       | Томпсон в нокдауне в 1-м, 3-м и 6-м раундах. |
| 26                                                                    | 19 декабря 2015                                                       | Брайант Дженнингс (19-1-0)                                            | Turning Stone Resort & Casino, Верона, Нью-Йорк, США                  | TKO 7 (12), 2:41                                                      | 1-я защита титула временного чемпиона мира по версии WBA в тяжёлом весе. Дженнингс в нокдауне в 7-м раунде.                                                                                                   |
| 25                                                                    | 17 октября 2015                                                       | Матиас Ариэль Видондо (20-1-1)                                        | Мэдисон-сквер-гарден, Нью-Йорк, штат Нью-Йорк, США                    | KO 3 (12)                                                             | Завоевал вакантный титул временного чемпиона мира по версии WBA в тяжёлом весе. Видондо в нокдауне во 2-м и 3-м раундах.                                                                                      |
| 24                                                                    | 20 июня 2015                                                          | Байрон Полли (27-18-1)                                                | Белл-центр, Монреаль, Квебек, Канада                                  | TKO 1 (8)                                                             | |
| 23                                                                    | 11 сентября 2014                                                      | Латиф Кайоде (20-0-0)                                                 | Hard Rock Hotel and Casino, The Joint, Лас-Вегас, Невада, США         | NC 1 (12)                                                             | Бой за вакантный титул временного чемпиона мира по версии WBA в тяжёлом весе. Кайоде в нокдауне в 1-м раунде.                                                                                                 |
| 22                                                                    | 3 апреля 2014                                                         | Монте Барретт (35-10-2)                                               | Fantasy Springs Casino, Индио, Калифорния, США                        | KO 4 (10), 0:38                                                       | |
| 21                                                                    | 26 ноября 2013                                                        | Алекс Гонсалес (20-8-0)                                               | BB&t Center, Санрайз, Флорида, США                                    | KO 1 (10), 2:00                                                       | |
| 20                                                                    | 20 июля 2013                                                          | Джозеф Работте (11-25-1)                                              | The Outdoor Miage, Гринсборо, Северная Каролина, США                  | NC 3 (10)                                                             | |
| 19                                                                    | 16 ноября 2012                                                        | Сантьяго Де Паула (13-9-1)                                            | Club el Millon, Санто-Доминго, Доминиканская республика               | TKO 4 (10), 2:22                                                      | |
| 18                                                                    | 9 ноября 2012                                                         | Хуан Карлос Антонио Мальдонадо (дебют)                                | Gimnasio Joan Guzman, Гуачупита, Доминиканская республика             | TKO 1 (6), 0:30                                                       | |
| 17                                                                    | 30 октября 2012                                                       | Хосе Сантос Перальта (1-2-0)                                          | Gimnasio Joan Guzman, Гуачупита, Доминиканская республика             | KO 1 (10), 2:24                                                       | |
| 16                                                                    | 26 мая 2012                                                           | Вальтер Паласиос (20-17-2)                                            | Polideportivo Espana, Манагуа, Никарагуа                              | TKO 2 (6), 0:10                                                       | Паласиос в нокдауне в 1-м раунде. |
| 15                                                                    | 10 февраля 2012                                                       | Эпифанио Мендоса (32-13-1)                                            | Community Center, Палм-Бей, Флорида, США                              | DQ 7 (10), 1:07                                                       | Вакантные титулы WBC Latino и WBO Latino в тяжёлом весе. |
| 14                                                                    | 25 ноября 2011                                                        | Фрэнк Мола (3-4-0)                                                    | Coliseo Carlos 'Teo' Cruz, Санто-Доминго, Доминиканская республика    | RTD 2 (10), 3:00                                                      | |
| 13                                                                    | 12 августа 2011                                                       | Аррон Лайонс (12-10-1)                                                | Seminole Hard Rock Hotel and Casino, Холливуд, Флорида, США           | RTD 7 (10), 3:00                                                      | |
| 12                                                                    | 30 июля 2011                                                          | Энри Саенс (22-8-1)                                                   | Gimnasio Nacional, Сан-Хосе, Коста-Рика                               | TKO 3 (11)                                                            | Титул WBA Fedelatin в тяжёлом весе (1-я защита Ортиса). |
| 11                                                                    | 17 июня 2011                                                          | Луис Андрес Пинеда (22-9-1)                                           | Arena Roberto Duran, Панама, Панама                                   | KO 6 (9), 1:43                                                        | Вакантный титул WBA Fedelatin в тяжёлом весе. Титул WBC FECARBOX (1-я защита Ортиса). |
| 10                                                                    | 3 июня 2011                                                           | Джейсон Барнетт (12-13-0)                                             | A La Carte Event Pavilion, Тампа, Флорида, США                        | TKO 1 (6), 2:38                                                       | Барнетт два раза в нокдауне. |
| 9                                                                     | 21 мая 2011                                                           | Кори Уинфилд (4-7-0)                                                  | Rec Center, Уилсон, Северная Каролина, США                            | KO 3 (8), 2:28                                                        | |
| 8                                                                     | 23 апреля 2011                                                        | Берт Купер (38-22-0)                                                  | Miami-Dade County Fair & Expo, Майами, Флорида, США                   | TKO 2 (10), 1:29                                                      | Купер два раза в нокдауне во 2-м раунде. |
| 7                                                                     | 2 апреля 2011                                                         | Джерри Батлер (8-10-1)                                                | Roger Dean Stadium, Джупитер, Флорида, США                            | TKO 3 (6), 1:40                                                       | |
| 6                                                                     | 28 января 2011                                                        | Рубен Ривера (3-5-0)                                                  | Double Tree Westshore Hotel, Тампа, Флорида, США                      | DQ 5 (8), 2:50                                                        | |
| 5                                                                     | 7 декабря 2010                                                        | Франсиско Альварес (12-1-0)                                           | Seminole Hard Rock Hotel and Casino, Холливуд, Флорида, США           | TKO 8 (8), 1:27                                                       | |
| 4                                                                     | 19 октября 2010                                                       | Зак Пейдж (21-30-2)                                                   | Seminole Hard Rock Hotel and Casino, Холливуд, Флорида, США           | TKO 8 (8), 0:42                                                       | |
| 3                                                                     | 24 августа 2010                                                       | Кендрик Релефорд (22-13-2)                                            | Seminole Hard Rock Hotel and Casino, Холливуд, Флорида, США           | UD (8)                                                                | Вакантный титул WBC FECARBOX в тяжёлом весе. Релефорд в нокдауне во 2-м раунде. Счёт судей: 80-72 и 79-72 (дважды).                                                                                           |
| 2                                                                     | 15 июня 2010                                                          | Чарльз Дэвис (19-19-2)                                                | Seminole Hard Rock Hotel and Casino, Холливуд, Флорида, США           | TKO 4 (6), 2:20                                                       | |
| 1                                                                     | 16 февраля 2010                                                       | Ламар Дэвис (4-1-0)                                                   | Seminole Hard Rock Hotel and Casino, Холливуд, Флорида, США           | TKO 1 (4), 1:18                                                       | |
| Бой                                                                   | Дата боя                                                              | Соперник                                                              | Место проведения боя                                                  | Результат                                                             | Примечание |